# Liste der Baudenkmäler in Habach

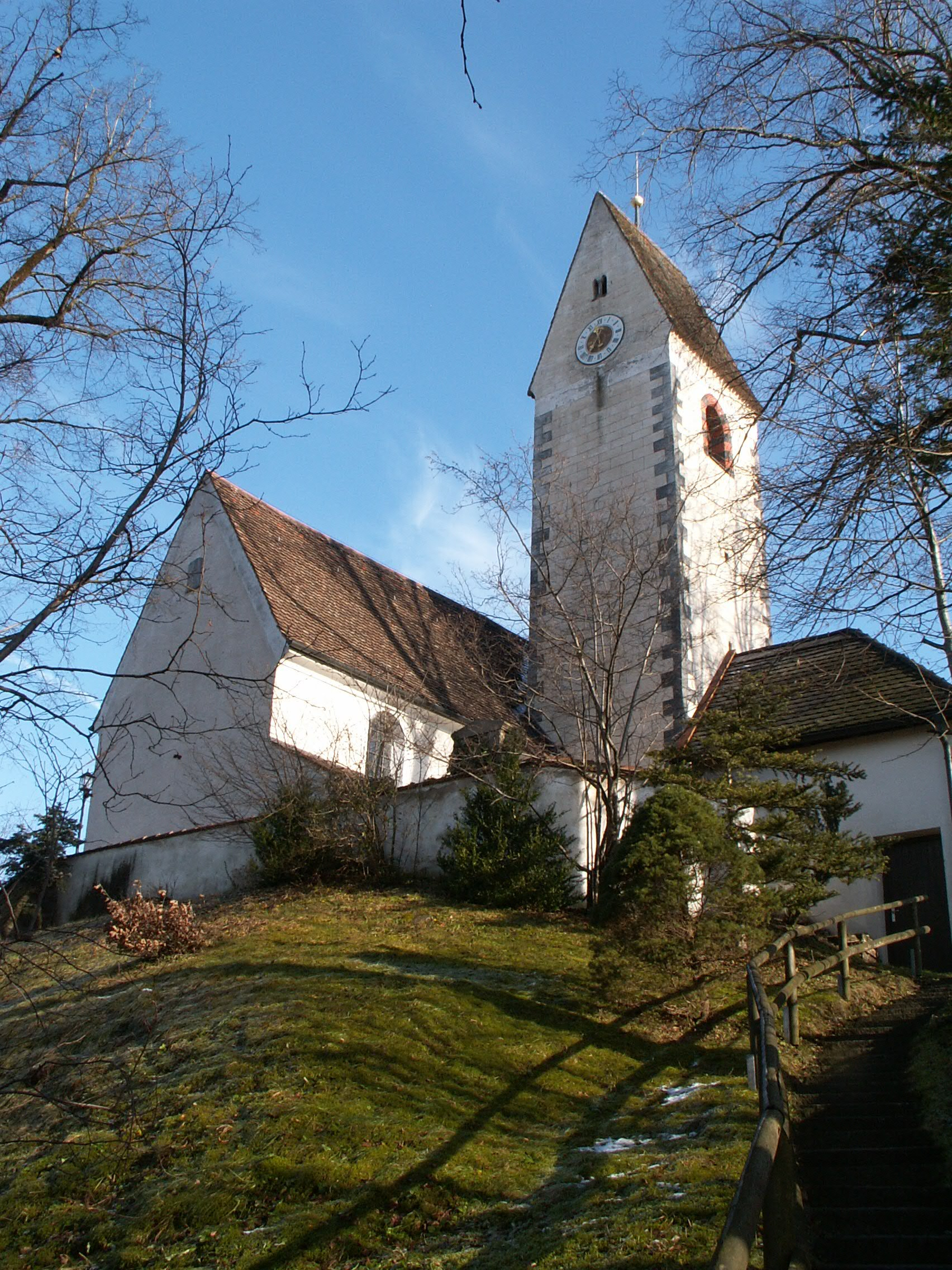
Kirche in Dürnhausen

Auf dieser Seite sind die Baudenkmäler in der oberbayerischen Gemeinde Habach zusammengestellt. Diese Tabelle ist eine Teilliste der Liste der Baudenkmäler in Bayern. Grundlage ist die Bayerische Denkmalliste, die auf Basis des Bayerischen Denkmalschutzgesetzes vom 1. Oktober 1973 erstmals erstellt wurde und seither durch das Bayerische Landesamt für Denkmalpflege geführt wird. Die folgenden Angaben ersetzen nicht die rechtsverbindliche Auskunft der Denkmalschutzbehörde.

## Ensembles

### Ensemble Ortskern Habach
Das Ensemble umfasst den an der Hauptstraße liegenden Kernbereich des ehemaligen Kollegiats-Stiftsdorfs. In den sechs größeren, vorwiegend giebelständigen Satteldachhäusern sind die im 19. Jahrhundert meist umgebauten Stiftshäuser der Kanoniker zu erkennen; die Kleinanwesen der rund 30 Bediensteten des um 1085 gegründeten Stifts am westlichen, südlichen und östlichen Ortsrand wurden im 19. Jahrhundert zu meist traufständigen, teilweise auch giebelseitig in Wohn- und Stallbereich geteilte Bauernhäuser mit mittelsteilem Dach verwandelt. Das Haus Hofbichlweg 2 ("Mesnerhäusl") zeigt noch den Zustand vom Wiederaufbau nach der verwüstenden Brandschatzung am 17. Juli 1704 durch die im Erbfolgekrieg eingefallenen Tiroler. Die Lage Habachs auf einem sanft aus dem Loisachmoos nördlich des Kochelsees aufsteigenden Rain bildet mit den benachbarten Klosterorten Benediktbeuern und Schlehdorf ein gleichseitiges Dreieck und mit den ehemals zum Stift gehörenden Pfarrdörfern Sindelsdorf und Dürnhausen eine Dreiergruppe von Kirchtürmen. Die fernwirksame Stiftskirchensilhouette am westlichen Horizont wird innerhalb des Ortes durch die auf den Kirchturm gerichtete Straßenführung zum beeindruckenden Nahziel gesteigert, wobei die am Straßenrand stehenden Kugelbäumchen die Hinführung unterstreichen. Die Kastanienzeile westlich des Friedhofs, etwa an der Stelle der 1663 abgetragenen St.-Georgs-Kirche, bezeichnet heute die Stelle des Kriegerdenkmals. Je ein schlichter Steinbrunnen steht nahe der östlichen und westlichen Straßengabelung. Die Bezeichnung "Denk-Haus" (Hauptstraße 16) erinnert an den um 1495 hier geborenen Wiedertäufer Johannes Denk. Aktennummer: E-1-90-126-1.

## Baudenkmäler nach Ortsteilen

### Habach
| Lage                                                        | Objekt                                       | Beschreibung | Akten-Nr.              | Bild           |
| ----------------------------------------------------------- | -------------------------------------------- | --- | ---------------------- | -------------- |
| Antdorfer Straße 34 (Standort)                              | Reßler-Haus                                  | Vier barocke Hausfiguren | D-1-90-126-3 Wikidata  | weitere Bilder |
| Hauptstraße 2 (Standort)                                    | Ehemalige Kollegiats-Stiftskirche St. Ulrich | jetzt katholische Pfarrkirche, 1663 und Folgejahre errichtet, Turmunterbau mittelalterlich; mit Ausstattung. – Beinhaus mit Pultdach, 17. Jahrhundert; südlich der Kirche. – Ost-, Süd- und Westseite der Friedhofsmauer, wohl 17. Jahrhundert; am westlichen Eingang zwei Säulenfragmente, vielleicht romanisch, barock überarbeitet. – An der Grabstätte Bleicher-Hartl östlich der Kirche geschmiedetes Eisenblechkreuz (wohl ursprünglich Wegkreuz), 18. Jahrhundert. | D-1-90-126-1 Wikidata  | weitere Bilder |
| Hauptstraße 4 (Standort)                                    | Mesner/Göbl                                  | Bauernhaus, mit Bundwerk, Mitte 19. Jahrhundert, im Kern älter. | D-1-90-126-6 Wikidata  | Mesner/Göbl    |
| Hauptstraße 5 (Standort)                                    | Altwirt                                      | Gasthaus, breitgelagerter Satteldachbau, bezeichnet mit dem Jahr 1626, erneuert Anfang 18. und zweite Hälfte 19. Jahrhundert. | D-1-90-126-7 Wikidata  | weitere Bilder |
| Hauptstraße 6 (Standort)                                    | Schweiger                                    | Geschnitzte Haustür, biedermeierlich, Balkon, gotisierend. | D-1-90-126-8 Wikidata  | weitere Bilder |
| Hauptstraße 8 (Standort)                                    | Pfarrhof                                     | Satteldachbau, erstes Viertel 18. Jahrhundert – Angebauter Pfarrstadel, bezeichnet mit dem Jahr 1849. – Erdgeschossiges Nebengebäude mit steilem Walmdach, 18. Jahrhundert. | D-1-90-126-9 Wikidata  | weitere Bilder |
| Hauptstraße 9 (Standort)                                    | Stiftshaus                                   | Ehemaliges Stiftshaus, im Kern Anfang 18. Jahrhundert. | D-1-90-126-10 Wikidata | weitere Bilder |
| Hauptstraße 10 (Standort)                                   | Wohnteil                                     | Wohnteil des ehemaligen Stiftshauses, jetzt Bauernhaus, breit gelagerter Bau mit Flachsatteldach, im Kern Anfang 18. Jahrhundert. | D-1-90-126-11 Wikidata | weitere Bilder |
| Hauptstraße 17 (Standort)                                   | Stiftshaus                                   | Ehemaliges Stiftshaus, dann Bauernhaus, mit Flachsatteldach und Hochlaube, im Kern Anfang 18. Jahrhundert. | D-1-90-126-15 Wikidata | weitere Bilder |
| Hofbichlweg 2 (Standort)                                    | Fischer/Mesner                               | Kleinbauernhaus, giebelseitiger Mittertennbau, verputzte Blockwände am Wohnteil, Zierbund, um 1705. | D-1-90-126-18 Wikidata | Fischer/Mesner |
| Obersöcheringer Straße, etwas außerhalb des Orts (Standort) | Wegkreuz                                     | schlichter Holzkorpus mit historisierendem Gehäuse, 19. Jh. | D-1-90-126-30          | BW             |
| Schmiedgasse 1 (Standort)                                   | Überreiter/Jager                             | Wohnteil eines ehemaligen Kleinbauernhauses, mit Giebelbundwerk und zwei Balusterlauben, Anfang 18. Jahrhundert. | D-1-90-126-22 Wikidata | BW             |
| Schmiedgasse 4 (Standort)                                   | Hofbaur                                      | Ehemaliges Bauernhaus, verputzter Blockbau, Anfang 18. Jahrhundert, Dacherhöhung 19. Jahrhundert. | D-1-90-126-23 Wikidata | Hofbaur        |
| Vor St.-Ulrich-Straße 16 (Standort)                         | Ulrichsbrunnen                               | Tuffsteinanlage, 1917 und 1957 erneuert. | D-1-90-126-2 Wikidata  | weitere Bilder |

### Dürnhausen
| Lage                              | Objekt                              | Beschreibung | Akten-Nr.              | Bild               |
| --------------------------------- | ----------------------------------- | --- | ---------------------- | ------------------ |
| Kirchweg 2 (Standort)             | Katholische Filialkirche St. Martin | schlichter Saalbau mit polygonalem Chorschluss und südlichem Flankenturm, romanisches Langhaus 1063, spätgotischer Chor und Turm 15. Jahrhundert, Barockisierung um 1670; mit Ausstattung; Friedhofsmauer, verputztes Bruchsteinmauerwerk. | D-1-90-126-25 Wikidata | weitere Bilder     |
| Sindelsdorfer Straße 5 (Standort) | Ehemaliger Gasthof                  | zweigeschossiger verputzter Massivbau mit flachem Walmdach und kleinem eingerahmten Wandbild, im Kern 18. Jahrhundert, Anbau eines Wirtschaftsteils um 1830/40.                                                                            | D-1-90-126-27 Wikidata | Ehemaliger Gasthof |

### Kratzlmühle
| Lage                                     | Objekt     | Beschreibung                                               | Akten-Nr.              | Bild       |
| ---------------------------------------- | ---------- | ---------------------------------------------------------- | ---------------------- | ---------- |
| In Kratzlmühle; Kratzlmühle 1 (Standort) | Hofkapelle | Kleiner Putzbau mit geradem Schluss, von Georg Höck, 1857. | D-1-90-126-29 Wikidata | Hofkapelle |

## Ehemalige Baudenkmäler
In diesem Abschnitt sind Objekte aufgeführt, die früher einmal in der Denkmalliste eingetragen waren, jetzt aber nicht mehr. Objekte, die in anderem Zusammenhang also z. B. als Teil eines Baudenkmals weiter eingetragen sind, sollen hier nicht aufgeführt werden. Aktennummern in diesem Abschnitt sind ehemalige, jetzt nicht mehr gültige Aktennummern.

| Lage                                 | Objekt           | Beschreibung                                | Akten-Nr.              | Bild             |
| ------------------------------------ | ---------------- | ------------------------------------------- | ---------------------- | ---------------- |
| Habach Hauptstraße 14 (Standort)     | Bader/Kirnberger | Geschnitzte Haustür, neubarock.             | D-1-90-126-13 Wikidata | Bader/Kirnberger |
| Habach Hauptstraße 21 (Standort)     | Gattermann       | Geschnitzte Haustür, biedermeierlich.       | D-1-90-126-16 Wikidata | weitere Bilder   |
| Habach Hofheimer Straße 6 (Standort) | Bauernhaus       | Massivbau, zweites Drittel 19. Jahrhundert. | D-1-90-126-20 Wikidata | BW               |

## Abgegangene Baudenkmäler
In diesem Abschnitt sind Objekte aufgeführt, die früher einmal in der Denkmalliste eingetragen waren, jetzt aber nicht mehr existieren, z. B. weil sie abgebrochen wurden. Aktennummern in diesem Abschnitt sind ehemalige, jetzt nicht mehr gültige Aktennummern.

| Lage                               | Objekt    | Beschreibung | Akten-Nr.              | Bild      |
| ---------------------------------- | --------- | --- | ---------------------- | --------- |
| Dürnhausen Berghofweg 2 (Standort) | Koanz-Hof | Traufbundwerk bezeichnet mit dem Jahr 1819. Zerstört durch Brand am 28. Mai 2017. Im Oktober und November 2019 wurde das Gebäude (Stallung und Wohnhaus) abgerissen; anschließend wurde ein Ersatzbau errichtet. | D-1-90-126-26 Wikidata | Koanz-Hof |